# Въздвижение на Светия кръст (Диалоги)
„Въздвижение на Светия кръст“ (на гръцки: Υψώσεως Τιμίου Σταυρού) е православна църква в солунския квартал Диалоги (Муриес), Гърция, енорийски храм на Неаполската и Ставруполска епархия.
Кварталът е разположен южно от Елевтерио-Корделио, от южната страна на железопътната линия. Строежът му започва в 1975 година и църквата е открита на 26 юни 1977 г. от митрополит Дионисий Неаполски и Ставруполски. До 1988 година е част от енорията „Преображение Господне“ в Нео Корделио, след което става енорийски храм.
В архитектурно отношение е трикорабна базилика. В 1977 година е добавен притвор и камбанария. В 1988 година е разширена, а в 1992 година – изписана.